# Bodvallen
Bodvallen är en småort i Nederluleå socken i Luleå kommun i Norrbotten. Orten ligger direkt väster om Bränslan, cirka 15 kilometer nordväst om Luleå. Orten avgränsades som småort av Statistiska centralbyrån för första gången 2010.